# هارلسویل (کارولینای شمالی)
هارلسویل (به انگلیسی: Harrellsville) شهری در ایالت کارولینای شمالی کشور ایالات متحده آمریکا است که جمعیت آن در سرشماری سال ۲۰۱۰ میلادی، ۱۰۶ نفر بوده‌است.